# Shirakawa Shizuka

Orakelknochenzeichen

Shirakawa Shizuka (japanisch 白川 静; geboren 9. April 1910 in Fukui (Präfektur Fukui); gestorben 30. Oktober 2006 in Kyōto) war ein japanischer Orientalist.

## Leben und Wirken
Shirakawa Shizuka machte 1943 seinen Studienabschluss an der Ritsumeikan-Universität in der Juristischen Fakultät im Fach Klassisches Chinesisch (漢文学). 1954 wurde er Professor an seiner Alma Mater, wurde 1981 als „Meiyo Kyōju“ verabschiedet. Die Vereinigung der Alumni der Universität ernannte ihn zum Ehrenmitglied. 2005 stellte er Mittel zur Verfügung für die Errichtung des „Shirakawa-Shizuka-Gedächtnisinstituts zur Erforschung der Schriftzeichen des Fernen Ostens“ (白川静記念東洋文字文化研究所, Shirakawa Shizuka kinen tōyō moji bunka kenkyūjo).
Shirakawa erforschte die Orakelknochenzeichen (甲骨文字, Kōkotsu moji) und die Texte auf Metall oder Stein (金石文, Kinsekibun) der Shang- und Zhou-Dynastie. Seine Ergebnisse sind zusammengefasst in einer zwölf Bände umfassenden Gesamtausgabe (白川静著作集, Shirakawa Shizuka chosaku-shū) und in sieben Zusatzbänden (金文通釈, Kimbun tsūyaku), die Texte auf Metall betreffend.
1984 wurde Shirakawa mit dem Sonderpreis des Mainichi-Kulturpreises für sein Zeichenlexikon „Jitō“ (字統), 1991 mit dem Kikuchi-Kan-Preis ausgezeichnet. 1998 wurde Shirakawa als Person mit besonderen kulturellen Verdiensten geehrt und 2004 mit dem Kulturorden ausgezeichnet.